# Bernartice (Jeseníki járás)
Bernartice település Csehországban, a Jeseníki járásban. Bernartice Vlčice, Javorník, Kobylá nad Vidnavkou, Žulová, Velká Kraš és Uhelná településekkel határos. Lakosainak száma 843 fő (2024. január 1.).

## Népesség
A település lakosságának változását az alábbi diagram mutatja:
| Lakosok száma | 3057 | 2951 | 2623 | 1188 | 898  | 838  | 922  | 882  | 783  | 843  |
|               | 1869 | 1900 | 1921 | 1961 | 1980 | 2011 | 2016 | 2019 | 2021 | 2024 |